# Alyson Hannigan
Alyson Lee Hannigan-Denisof (Washington D.C., 24 de març de 1974), més coneguda com a Alyson Hannigan, és una actriu coneguda pels seus papers de Willow Rosenberg a Buffy the Vampire Slayer, Michelle Flaherty a les tres primeres pel·lícules d'American Pie i Lily Aldrin a How I Met Your Mother.

## Filmografia

### Cinema
| Any  | Pel·lícula                                                     | Paper                        | Notes                           |
| ---- | -------------------------------------------------------------- | ---------------------------- | ------------------------------- |
| 2012 | American Reunion                                               | Michelle Flaherty-Levenstein |                                 |
| 2006 | Date Movie                                                     | Julia Jones                  | Paper principal                 |
| 2003 | American Wedding                                               | Michelle Flaherty-Levenstein |                                 |
| 2001 | American Pie 2                                                 | Michelle Flaherty            |                                 |
| 2001 | Beyond the City Limits                                         | Lexi                         |                                 |
| 2000 | Boys and Girls                                                 | Betty                        |                                 |
| 1999 | American Pie                                                   | Michelle Flaherty            |                                 |
| 1988 | La meva noia és una extraterrestre (My Stepmother Is an Alien) | Jessie Mills                 |                                 |
| 1986 | Impure Thoughts                                                | Patty Stubbs                 | Acreditada com Allison Hannigan |

### Televisió
| Any       | Títol                      | Paper                   | Notes                                                                  |
| --------- | -------------------------- | ----------------------- | ---------------------------------------------------------------------- |
| 2019      | Kim Possible               | Dra. Ann Possible       | Disney Channel                                                         |
| 2005-2014 | How I Met Your Mother      | Lily Aldrin             | Paper principal                                                        |
| 2009      | The Goode Family           | Michelle                | Episodi: "Graffiti in Greenville"                                      |
| 2005      | Veronica Mars              | Trina Echolls           | Episodis: "Ruskie Business", "Hot Dogs" i "My Mother, the Fiend"       |
| 2005      | In the Game                |                         | Telefilm                                                               |
| 2004      | That '70s Show             | Suzy Simpson            | Episodis: "Sally Simpson" i "Won't Get Fooled Again"                   |
| 2004      | Americana                  | Andrea                  | Telefilm                                                               |
| 2004      | King of the Hill           | Stacey Gibson           | Episodi: "Talking Shop"                                                |
| 2001−2003 | Angel                      | Willow Rosenberg        | Episodis: "Disharmony", "There's No Place Like Plrtz Glrb" i "Orpheus" |
| 2000      | The Wild Thornberrys       | Gerda                   | Episodi: "Every Little Bit Alps"                                       |
| 1999−2000 | 100 Deeds for Eddie McDowd | Gigi                    | Episodis: "All Howls Eve" i "The Return of Gigi"                       |
| 1999      | Hayley Wagner, Star        | Jenna Jakes             | Telefilm                                                               |
| 1998      | Dead Man on Campus         | Lucy                    | Telefilm                                                               |
| 1997−2003 | Buffy the Vampire Slayer   | Willow Rosenberg        | Personatge principal. 144 episodis.                                    |
| 1996      | A Case for Life            | Iris                    | Telefilm                                                               |
| 1996      | Picket Fences              | Peggy Patterson         | Episodi: "To Forgive Is Devine"                                        |
| 1996      | For My Daughter's Honor    | Kelly                   | Telefilm                                                               |
| 1995      | The Stranger Beside Me     | Dana                    | Telefilm                                                               |
| 1994      | Touched by an Angel        | Cassie Peters           | Episodi: "Cassie's Choice"                                             |
| 1993      | Almost Home                | Samantha                | Episodis: "The Dance" i Episodi: "Hot Ticket"                          |
| 1991      | Switched at Birth          | Gina Twigg (13-16 años) | Telefilm                                                               |
| 1990      | Roseanne                   | Jan                     | Episodi: "Like, a New Job"                                             |
| 1989−1990 | Free Spirit                | Jessie Harper           | 14 episodis                                                            |